# 河南省渑池县人民法院
河南省渑池县人民法院，是中华人民共和国河南省三门峡市渑池县境内的审判机关，始建于1951年5月。法院位于渑池县会盟大道东段。